# Isulan
Isulan es un municipio de primera clase situado en la provincia de Sultán Kudarat en Filipinas. Es la capital de la provincia. Según el censo de 2000, contaba con 73.129 habitantes.

## Geografía
Isulan limita al norte con Esperanza, al nordeste con Lambayong al este con Tacurong y al sur con Bagumbayan y Sen. Ninoy Aquino. al sudeste con Norala en Cotabato del Sur y al oeste con Lebak y Kalamansig. Tiene una superficie total de 54,125 hectáreas.

## Historia
El municipio de Isulan fue creado en virtud de la dispuesto en la Orden Ejecutiva nº 266 del 30 de agosto de 1957. El primer alcalde fue Datu Suma Ampatuan que estuvo en el cargo hasta 1967.

## Idiomas y Religión
La mayoría de la población es cristiana, originaria de Luzón y las Bisayas. La población musulmana proviene de las ciudades vecinas. 
- Hiligaynon/Ilonggo
- Ilocano
- Maguindanaon
- Bisaya/Cebuano
- Tagalog

## Barangays
Isulan tiene 17 barangays.
| - Bambad - Bual - D'Lotilla - Dansuli - Impao - Kalawag I (Pob.) - Kalawag II (Pob.) - Kalawag III (Pob.) - Kenram | - Kolambog - Kudanding - Lagandang - Laguilayan - Mapantig - New Pangasinan - Sampao - Tayugo |

## Bancos
- Rizal Commercial Banking Corporation (RCBC)
- Landbank
- Philippine National Bank (PNB)
- Banco de Oro (Equitable PCI Bank)
- Philippine Bank of Commerce (PBCom)
- Allied Bank

## Hospitales
- Sultan Kudarat Medical Center
- Isulan Doctor's Hospital
- Central Mindanao Regional Hospital
- Holy Nazarene Family Clinic
- Galinato Hospital

## Escuelas y Universidades
- Notre Dame of Isulan, Inc.
- Green Valley College Foundation, Inc. (Isulan Campus)
- Sultan Kudarat State University (today's Sultan Kudarat Polytechnic State College)
- Mindanao State University - Sultan Kudarat Campus
- St. Mary's Academy of Isulan
- Notre Dame Sienna
- Montessori Learning Center Inc. (Isulan Campus)
- Diadem Christian School
- Precious One Learning Center
- King's College of Isulan - former Kalawag Institute
- Philippine University (soon to be)
- Kalawag Central Elementary School
- Isulan Central Elementary School
- Bambad National High School
- Maremco Elementary School
- Kudanding Elementary School
- San Martín Elementary School